# جون نوبل بارلو
جون نوبل بارلو (بالإنجليزية: John Noble Barlow)‏ هو رسام أمريكي، ولد في 1861 في مانشستر في المملكة المتحدة، وتوفي في 24 مارس 1917 في بينزانس في المملكة المتحدة.